# Johannes Rebmann
 Johannes Rebmann  (16 de gener de 1820 - 4 d'octubre de 1876) va ser un missioner alemany i explorador d'Àfrica del segle xix. Va ser el primer europeu a accedir, juntament amb Johann Ludwig Krapf, a l'interior de l'Àfrica des de la costa de l'oceà Índic, descobrint els cims nevats de les muntanyes Kilimanjaro i Kenya.

## Biografia
Rebmann va néixer en una família de grangers i viticultors el 16 de gener de 1820 a Gerlingen, (Baden-Württemberg, Alemanya), en aquells dies un petit poble d'uns 1500 habitants, sentint des de molt jove la vocació d'esdevenir predicador. Més tard va triar ser missioner, estudiant al seminari de Basilea, Suïssa.
Juntament amb el també missioner, Johann Ludwig Krapf, va arribar a l'Àfrica oriental el 1846 i van començar el seu treball missional entre les tribus costaneres.